# Bhanu Athaiya
Bhanu Athaiya (Colhapur, 28 de abril de 1929 – Bombaim, 15 de outubro de 2020) foi uma figurinista indiana. Venceu o Oscar de melhor figurino na edição de 1983 por Gandhi, ao lado de John Mollo.
Morreu em 15 de outubro de 2020 em Bombaim, aos 91 anos, devido a um tumor cerebral.